# Туракови
Тураковите, наричани още Бананояди (Musophagidae), са семейство сравнително едри птици, единственото в разред Туракоподобни (Musophagiformes). Окраската им е ярка с металически блясък. Червения цвят се дължи на особен пигмент съдържащ значително количество мед (Cu), наречен Турацин, а зеленият на друг характерен, но недобре изучен пигмент, наречен Тураковердин (от лат. – Тураковозелено). Нямат изразен полов диморфизъм, крилете са сравнително къси и закръглени, опашката е дълга. Много от видовете имат качулка на главата. Клюнът е жълт с изпъкналост в основата, краят му обикновено е назъбен. Разреда включва около 20 вида обединени в 5 рода и 1 семейство.

## Разпространение
Срещат се в Африка (без о-в Мадагаскар), на юг от Сахара.

## Начин на живот и хранене
Живеят по дърветата. Растителноядни птици, хранят се с плодове, млади филизи и различни семена.

## Размножаване
Моногамни птици, гнездят по дърветата. Самото гнездо е плоско и грубо, построено е от малки клонки и напомня гълъбово. Снасят две бели яйца, които мътят в продължение на 3 седмици. Малките се излюпват голи, но скоро се покриват с пух, който се задържа над месец и половина. Напускат гнездото горе-долу по същото време. В началото малките не могат да летят, но за сметка на това втория пръст на крилете е добре развит и снабден с нокът, което им помага да се катерят ловко по дърветата. Към края на втория месец започват да прехврърчат между по-близките клонки.

## Списък на родовете
Семейство Musophagidae
- Род Corythaeola (Heine, 1860) – Голямо синьо турако
- Род Corythaixoides (Smith, 1833)
- Род Crinifer (Jarocki, 1821)
- Род Musophaga (Isert, 1788)
- Род Tauraco (Kluk, 1779)